# St. Joseph Cathedral (San Diego)
Die St. Joseph Cathedral in San Diego im San Diego County in Kalifornien, Vereinigte Staaten, ist die Kathedrale des römisch-katholischen Bistums San Diego. Sie trägt das Patrozinium des Heiligen Josef und liegt in der Downtown San Diego.

## Geschichte
Die Kirche wurde im Jahr 1875 durch den Bischof von Monterey-Los Angeles, Francisco Mora y Borrell, geweiht.
Als 1936 das Bistum San Diego aus Gebietsabtretungen des Bistums Los Angeles-San Diego entstand, wurde das Gebäude zur Kathedrale der neuen Diözese erhoben. Um dem rasanten Wachstum in San Diego gerecht zu werden, wurde der Vorgängerbau bald durch die heutige Kathedrale ersetzt. Die Anzahl der Sitzplätze in der Kirche wurde dabei verdoppelt. Die neue St. Joseph Cathedral wurde am 26. Januar 1941 durch San Diegos ersten Bischof Charles Francis Buddy geweiht, der zuvor selbst Priester der Gemeinde gewesen war.
Bis 2011 wurde die Kathedrale für 770.000 Dollar renoviert. Dabei wurden Beton- und Holzschichten an der Außenseite und dem Glockenturm restauriert, die Innenbeleuchtung verbessert sowie Reparaturen und Ausbesserungen an Gemälden und den Obergaden vorgenommen.

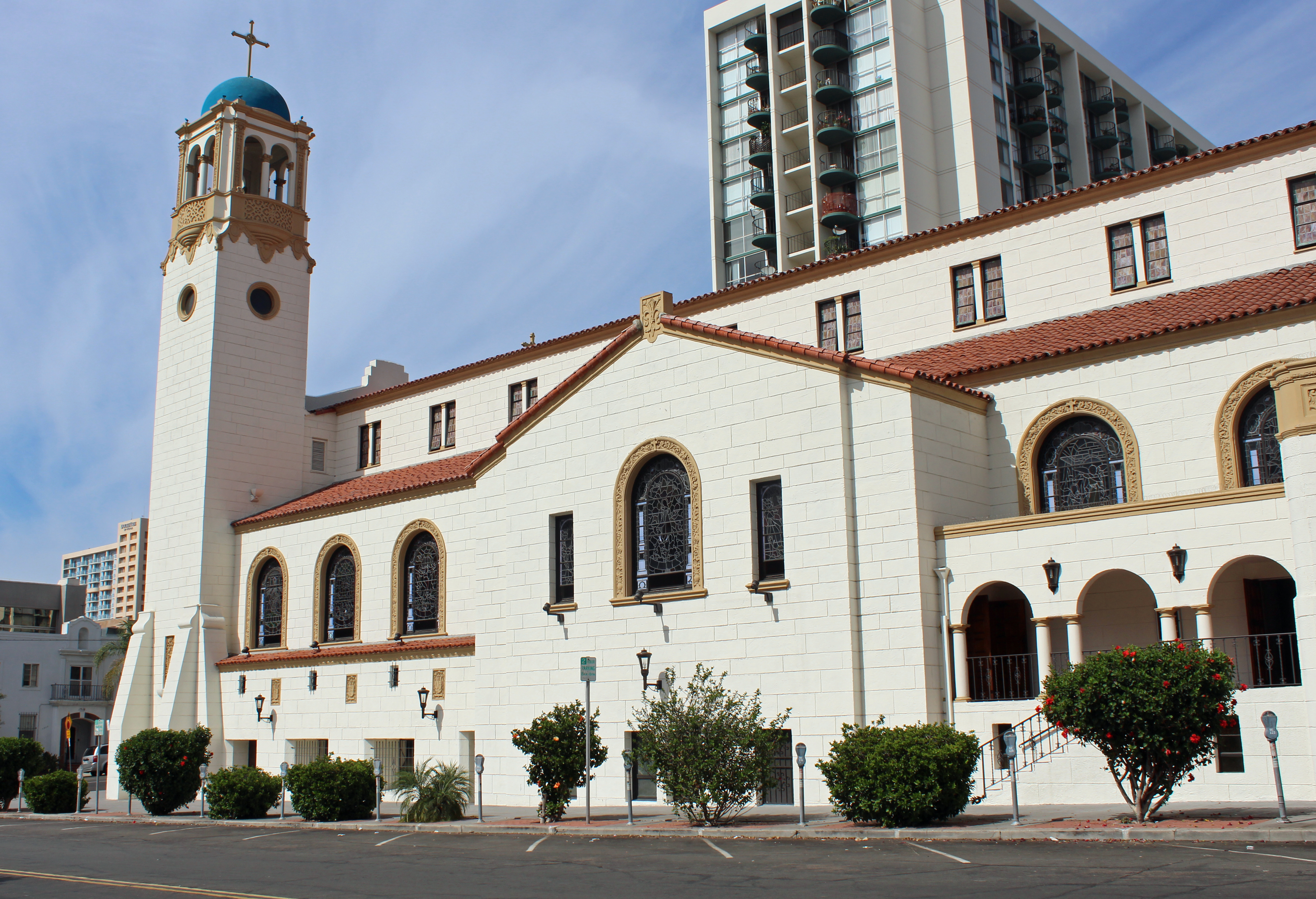
Seitenansicht
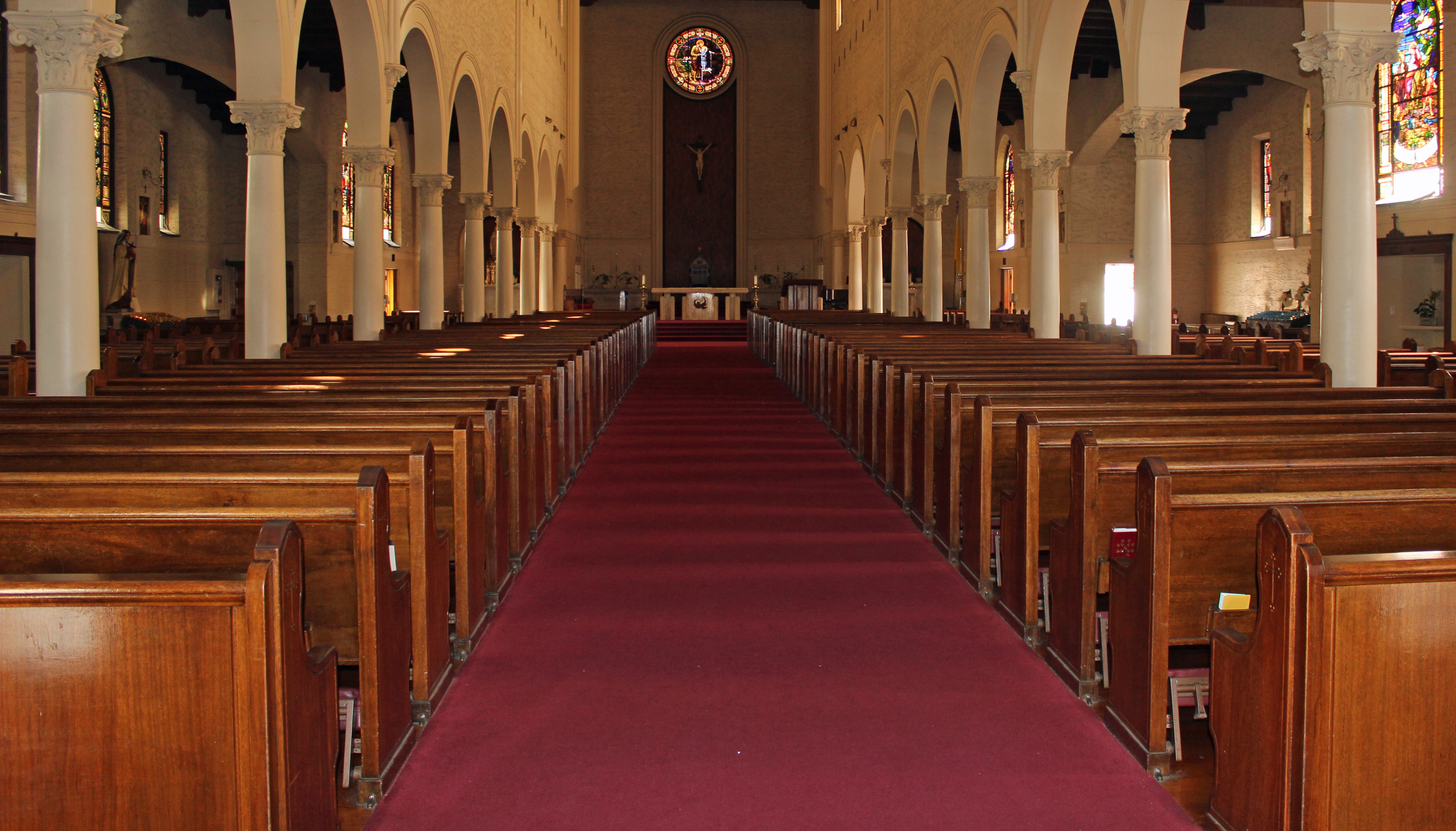
Innenraum